# فتح‌الله طاهری
فتح‌الله طاهری (۱۷ آبان ۱۳۲۱ – ۱۹ مرداد ۱۴۰۳) تعزیه‌خوان و بازیگر تئاتر، سینما و تلویزیون اهل ایران بود.

## حرفه هنری
او تعزیه‌خوانی را از ۱۲ سالگی در گرمسار شروع کرد و سپس کار حرفه‌ای نمایش را از سال‌های آخر دهه ۴۰ با بازی در نمایش‌هایی در تماشاخانه‌های لاله‌زار پی گرفت و در زمینهٔ هنر بازیگری از شاگردان مجید شهباز و محمد ابطحی بود. نخستین کار سینمایی او در سال ۱۳۶۰ با نام «عاشورایی دیگر در کربلای ما» به سفارش بنیاد شهید بود که در آن با محمود عزیزی همبازی بود. طاهری سابقه ۶۰ سال اجرای تعزیه را در کارنامه هنری خود داشت.

## درگذشت
فتح‌الله طاهری از ۷ مرداد ۱۴۰۳ در در بیمارستان بعثت نهاجا به دلیل بیماری گوارشی بستری شد. وی در ۱۹ مرداد ۱۴۰۳ درگذشت.وی در ۲۱ مرداد ۱۴۰۳ در قطعه هنرمندان بهشت زهرا دفن شد

## گزیدهٔ نقش‌آفرینی‌ها

### نمایش
- هفت خیار شاهانه[۷] (۱۳۹۸)

### سینما
- عاشورایی دیگر در کربلای ما[۲] (۱۳۶۰)
- پوسته (۱۳۸۷)
- جورچین (۱۳۸۷)
- خانه پدری[۲] (۱۳۸۹)
- یک اسم[۲] (۱۳۹۰)
- پرویز (۱۳۹۱)
- محمد رسول‌الله (۱۳۹۴)
- سد معبر (۱۳۹۵)
- شادروان[۲] (۱۴۰۰)
- شانس هوشنگ[۲] (۱۴۰۲)

### تلویزیون
- زندگی به شرط خنده (۱۳۸۴)
- متهم گریخت[۸][۹] (۱۳۸۴)
- مرد هزارچهره (۱۳۸۶)
- کارآگاهان (۱۳۸۶)
- ترش و شیرین (۱۳۸۶)
- تله‌فیلم «هندوانهٔ شب یلدا»[۱۰] (۱۳۸۶)
- طفلان مسلم (۱۳۸۷)
- آینه‌های نشکن (۱۳۸۷)
- سه در چهار (۱۳۸۷)
- تله‌فیلم «ای دوست مرا بخاطر آور»[۱۱] (۱۳۸۷)
- زن‌بابا (۱۳۸۸)
- تله‌فیلم «نجوا»[۱۰] (۱۳۸۹)
- راه دررو (۱۳۹۰)
- نقطه سرخط (۱۳۹۰)
- تله‌فیلم «قباله» (۱۳۹۰)
- خاطرات مرد ناتمام (۱۳۹۱)
- سرزمین مادری (۱۳۹۲)
- قهر و آشتی[۲] (۱۳۹۳)
- دردسرهای عظیم[۲] (۱۳۹۴)
- گیل‌دخت (۱۳۹۸)
- شرایط خاص[۲] (۱۳۹۸)
- تله‌فیلم «یک شهر تنهایی»[۱۲] (۱۴۰۰)
- رحیل (۱۴۰۱)

### ویدئوی خانگی
- فیلم ویدئویی «دو برادر» (۱۳۸۹)
- سیاوش[۲] (۱۳۹۹)
- آکتور (۱۴۰۰)
- نوبت لیلی[۲] (۱۴۰۱)